# Ґеорґ Муффат
Ґеорґ Муффа́т (нім. Georg Muffat; 1 червня 1653, Межев, Савойське герцогство — 23 лютого 1704, Пассау) — німецький композитор і органіст епохи бароко. Батько Ґотліба Муффата.

## Біографія
Предки Муффата по батьківській лінії були вихідцями з Шотландії. У 1663—1669 він навчався в Парижі у Жана Батіста Люллі, в 1681—1682 — в Римі у Паскуіні. Служив органістом у Відні, Празі, Зальцбурзі та Пассау.

## Творчість
Твори Муффата, поряд зі спадщиною таких його сучасників, як Аґостіно Стеффані, Йоганн Йозеф Фукс, Йоганн Куссер тощо., знаменує важливий етап у створенні музичної мови пізнього бароко, заснованій на змішуванні італійських і французьких традицій. Навчався в Парижі і в Римі, де зустрічався з Кореллі. Композитор у своїх concerti grossi (Пассау, 1701) поєднує французьку інструментальну сюїту і італійський концерт, розвиваючи ідеї намічені раніше в збірнику сонат Armonico tributo (1682). Також примітні органні партити. Дві збірки оркестрових сюїт у французькому стилі (1695 і 1698) — ранні зразки цього жанру в Німеччині.

## Твори

### Інструментальна музика
- Соната для скрипки соло і генерал-баса (Прага, 1677);
- Armonico Tributo. Сонати для струнних і генерал-баса (Зальцбург, 1682);
- Збірка 7 оркестрових сюїт Florilegium Primum (Аугсбург, 1695);
- Збірка 8 оркестрових сюїт Florilegium Secundum (Пассау, 1698)
- 12 Кончерто ґроссо Auserlesener mit Ernst und Lust gemengter Instrumental-Musik. (З використанням тематичних матеріалів зі збірки Armonico Tributo) Пассау, 1701
- 12 Токат й інших п'єс для органа Apparatus Musico Organisticus (1690) (Toccata prima)
- Партита для клавесина в манускриптах

### Церковна музика
- 3 меси
- Salve Regina

### Опери (загублені)
- Marina Armena (Зальцбург, 1679)
- Königin Marianne oder die verleumdete Unschuld (Зальцбург, 1680)
- Le fatali felicità di Plutone (Зальцбург, 1687 до інтронізації графа Йоганна Ернста фон Туна як князя-єпископа Зальцбурга)

### Теоретичні праці
- Трактат Regulae Concentuum Partiturae 1699.
- Трактат «Nothwendige Anmerkungen bey der Musik» (Лейпциг, 1763). Трактат втрачений.

### Media
Toccata primaⓘ

## Спадщина і визнання
Світські і духовні твори Муффата активно виконуються. Іменем композитора названий бельгійський оркестр барокової музики Les Muffatti.

## Музикознавчі праці
- Georg Muffat zur Aufführungspraxis. / Walter Kolneder, Hrsg. Strassburg. — Baden-Baden: Heitz; Koerner, 1970 (англ.пер. — 2001).